# Reinerwacja
Reinerwacja – wytwarzanie przez neurony motoryczne nowych neurytów, które przejmują funkcję znajdujących się w pobliżu dysfunkcyjnych nerwów. Proces ten zachodzi często w starzejących się mięśniach, w których zakończenia aksonów przestają dochodzić do włókien mięśniowych.